# Gustav Kühne

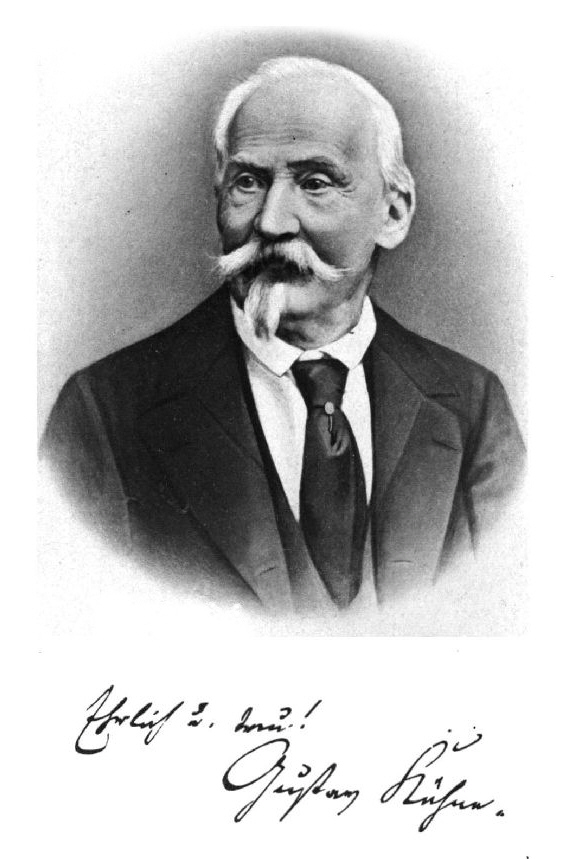
Gustav Kühne.

Ferdinand Gustav Kühne, född den 27 december 1806 i Magdeburg, död den 22 april 1888 i Dresden, var en tysk författare.
Kühne studerade sedan 1826 filosofi vid Berlins universitet, slöt sig till Das junge Deutschland samt redigerade 1835-1842 i Leipzig "Zeitung für die elegante Welt" och 1846-1859 "Europa, Chronik der gebildeten Welt". Kühnes alstring tillhör den reflexions- och tendensbetonade aktuella diktningen under Laubes och Gutzkows baner; den omfattar bland annat Novellen (1831), Eine Quarantäne im Irrenhause (1835), Klosternovellen (2 band, 1838), Wittenberg und Rom; Klosternovellen aus Luthers Zeit (3 band, 1876), de sociala skildringarna Sospiri, Blätter aus Venedig (1841) och Mein Tagebuch in bewegter Zeit (1863; behandlande 1848-1850 års händelser), romanerna Die Rebellen von Irland (3 band, 1840; 2:a upplagan 1863) och Die Freimaurer (1854; 2:a upplagan 1867), de lyriska samlingarna Gedichte (1831) och Romanzen, Legenden und Fabeln. Neue Gedichte (1880), de mot påvedömet riktade satirerna Römische Sonette (1869) och Christus auf der Wanderschaft (1870), ett antal med föga bifall mottagna dramer liksom de värdefulla karakteristikerna Weibliche und männlicke Charaktere (2 band, 1838), Porträts und Silhouetten (2 band, 1843) och Deutsche Männer und Frauen (1851; 2:a upplagan 1863). Kühnes Gesammelte Schriften utkom i 12 band (1862-1867).